# Жарко Мијатовић
Жарко Мијатовић (Суботица, 28. јануар 1933 — Зеница, 16. октобар 2011) био је југословенски и босанскохерцеговачки филмски и позоришни глумац.

## Образовање и делатност
Винковачку Гимназију похађао је од 1944. до 1946. године. Након завршене средње школе, студирао је економију у Сарајеву, а истовремено и глуму у Драмском студију и Малом позоришту. Први професионални уговорни ангажман има за Народно позориште у Мостару (1959), а у Народно позориште у Зеници прелази 1964. године. Ту је доживео целовиту афирмацију и постао првак овог позоришта (једна сала носи назив Мала сцена „Жарко Мијатовић”, у част његовом великом доприносу овој установи).
Најистакнутија остварења имао је улогама: Ахмед Нурудин (Меша Селимовић, Дервиш и смрт), Носач Самуел (Исак Самоковлија, Паства носача Самуела), Јаго (Вилијам Шекспир, Отело) и другима. Био је чест гост у РТВ драмама и серијама Телевизије Сарајево. Запажене улоге је дао и у бх. кинематографији: Валтер брани Сарајево (1972) и другима.
Предавао је глуму у Драмском студију Зеница, те педагошким радом подучио младе зеничке глумце. Бавио се режијом у матичном позоришту. За време Рата у Босни и Херцеговини, отишао је у пензију (1993), а до смрти повремено глумио у БНП у Зеници. Био је председник ХКД „Напредак” у Зеници. Добитник је Златног ловоровог венца (MESS) и 27-јулске награде СР БиХ, као и бројних других признања позоришта и удружења из БиХ.

## Филмографија
|                   | 1960 | 1970 | 1980 | 1990 | 2000 | Укупно[1] |
| ----------------- | ---- | ---- | ---- | ---- | ---- | --------- |
| Дугометражни филм | 1    | 3    | 2    | 1    | 0    | 7         |
| ТВ филм           | 0    | 5    | 3    | 0    | 0    | 8         |
| ТВ серија         | 0    | 3    | 1    | 1    | 1    | 6         |
| ТВ мини серија    | 0    | 1    | 1    | 0    | 0    | 2         |
| Укупно            | 1    | 12   | 7    | 2    | 1    | 23        |
| Год.   | Назив                             | Улога \|- style="background: Lavender; text-align:center; " | 1960-е | 1960-е | 1960-е | 1960-е |
| 1969.  | Моја страна свијета               | /                                                           |        |        |        |        |
| 1970-е |                                   |                                                             |        |        |        |        |
| 1970.  | Угурсуз (ТВ филм)                 | Џафер                                                       |        |        |        |        |
| 1971.  | Три тачке (ТВ филм)               | /                                                           |        |        |        |        |
| 1972.  | Валтер брани Сарајево             | Обрен Смиљанић, скретничар на прузи                         |        |        |        |        |
| 1974.  | Поленов прах                      | /                                                           |        |        |        |        |
| 1974.  | Валтер брани Сарајево (ТВ серија) | Обрен Смиљанић, скретничар на прузи                         |        |        |        |        |
| 1975.  | Одборници (ТВ серија)             | /                                                           |        |        |        |        |
| 1975.  | Благо у дувару (ТВ филм)          | /                                                           |        |        |        |        |
| 1977.  | Поробџије (ТВ серија)             | /                                                           |        |        |        |        |
| 1978.  | Папирна (ТВ филм)                 | /                                                           |        |        |        |        |
| 1978.  | Извор (ТВ филм)                   | /                                                           |        |        |        |        |
| 1979.  | Тале (ТВ мини серија)             | Секретар                                                    |        |        |        |        |
| 1979.  | Партизанска ескадрила             | Партизан (као Ж. Мијатовић)                                 |        |        |        |        |
| 1980-е |                                   |                                                             |        |        |        |        |
| 1980.  | Пркосна делта                     | Вране                                                       |        |        |        |        |
| 1980.  | Хусинска буна (ТВ филм)           | /                                                           |        |        |        |        |
| 1982.  | Коже                              | Иван, крчмар                                                |        |        |        |        |
| 1983.  | Дани Авној-а                      | /                                                           |        |        |        |        |
| 1984.  | Провинција у позадини (ТВ филм)   | /                                                           |        |        |        |        |
| 1984.  | Обичан човјек (ТВ филм)           | /                                                           |        |        |        |        |
| 1988.  | Ванбрачна путовања                | /                                                           |        |        |        |        |
| 1990-е |                                   |                                                             |        |        |        |        |
| 1991.  | Мој брат Алекса                   | /                                                           |        |        |        |        |
| 1992.  | Алекса Шантић (ТВ серија)         | /                                                           |        |        |        |        |
| 2000-е |                                   |                                                             |        |        |        |        |
| 2008.  | Луд, збуњен, нормалан             | Кондор                                                      |        |        |        |        |